# Getica
Getica je obvyklé označení historické eseje původně nazvané De origine actibusque Getarum (Původ a činy Getů [Gótů]) napsané byzantským historikem Jordanem v roce 551 nebo krátce po něm. Jordanes v díle prohlašuje, že jedná o souhrn rozsáhlého Cassiodorova textu o původu a historii gótského lidu, který je nyní ztracen. Není však jisté, do jaké míry Jordanes skutečně použil Cassiodorovo dílo. Jordanes v textu sám přiznal, že při psaní neměl přímý přístup ke Cassiodorově knize a nepamatoval si přesná slova, ale byl si prý jistý, že zachoval smysl textu. Údajně měl tři dny na prostudování Cassiodorova textu u jakéhosi knihovníka. Dále napsal, že přidal příslušné pasáže z latinských a řeckých zdrojů (někteří citovaní autoři jsou dnes neznámí a jejich díla ztracena, což je případ Ababia či Fabia, jiní citovaní autoři jsou známí, jako Flavius Iosephus, Livius, Strabón, Pompeius Trogus, Pomponius Mela, Priskos, Klaudios Ptolemaios, Symmachus či Tacitus). Kniha je dnes ceněna jako jediný soudobý zdroj o původu a historii Gótů, ačkoli není dílem plně historiografickým, zčásti je i dílem mytologickým. Text je napsán v pozdní, značně rozvolněné latině. Autor si byl své neznalosti "pravé latiny" vědom a v textu se proto označil jako "agrammaticus".

## Obsah
Getica začíná geografií a etnografií severu Evropy, přesněji "ostrova Skandza", jak napsal Jordanes, čímž měl na mysli patrně zhruba Skandinávii. Dějiny Gótů podle Jordana počaly emigrací legendárního gótského krále Beriga se třemi loděmi ze Scandzy do Gothiscandzy v dávné minulosti. Za prvního krále Gótů Jordanes označuje Zalmoxise, který byl zbožštěn Dáky (Řekům známým jako Getové) a je znám i z textů Hérodota. Jordanes dále napsal, jak Gótové vyplenili „Tróju a Ilium“ těsně poté, co se vzpamatovali z války s Agamemnónem. Také se prý setkali s egyptským faraonem Vesosisem (není jasné, o kterého historického faraona mělo jít, patrně je obsah mytický). Méně smyšlená část Jordanova díla začíná ve 3. století, střetem Gótů s římskými vojenskými silami. Dílo končí porážkou Gótů byzantským magister militem Belisariem.
Jordanes v díle uvedl, že Getové (Dákové) jsou totožní s Góty, přičemž se odvolával na svědectví Pavla Orosia. V pasáži, která se stala předmětem mnoha diskusí, rozporů a spekulací, ztotožnil Venedy, lid zmíněný Tacitem, Pliniem starším a Ptolemaiem, se Slovany 6. století. Od 19. století je tato pasáž předmětem velkého zájmu slovanské historiografie - průkopníkem v tomto byl Pavel Josef Šafařík. Mnozí ztotožnění Venedů se Slovany nadšeně přijali (a přijímají dodnes), jiní ho odmítli kvůli absenci archeologických důkazů.
Kniha se zmiňuje také o tažení „krále Brettonů“ Riothama v Galii, podle mnohých historiků by mohlo jít o pravzor legendární postavy krále Artuše.

## Diskuse
Hlavní kritika vůči Jordanovu dílu spočívá v tom, že vzal soudobé národy (6. století) a ze staré antické literatury k nim přiřadil pasáže o různých etnikách, které se mohly týkat i zcela jiných etnik. Tento postoj hájí dánský učenec Arne Søby Christensen, podle nějž je Getica zcela smyšlená a historiograficky bezcenná, neboť se jen snaží vybájit slavnou historii národů, které se prosadily v postřímské době. Kanadský učenec Walter Goffart zase tvrdí, že Getica byla součástí vědomého plánu Justiniana I. a propagandistické mašinérie na jeho dvoře. Měla potvrdit, že Gótové a jejich barbarští soukmenovci nepatřili do římského světa, čímž ospravedlnila nároky Východořímské říše na západní část bývalého Římského impéria.
Existují ale i obhajoby historické hodnoty Jordanova díla. Například rakouský historik Herwig Wolfram hájil Jordanovo tvrzení o skandinávském původu Gótů, jejichž historie sahá do roku 1490 př. n. l., přičemž ho spojil s historií klanu Géatů, který mohl přispět k etnogenezi národa, jenž byl Ptolemaiem nazván Gutoni a měl sídlit ve východním Pomořansku. Zde byla identifikována archeologická kultura Wielbark, která může být svědectvím počátků formování gótského etnika. Dalším příkladem je jméno krále Knivy, o kterém si David S. Potter myslí, že je pravé, a že na rozdíl od smyšlené genealogie gótských králů ho Jordanes načerpal z nějakého zdroje ze 3. století.
Obhájci Jordana také upozorňují, že byl bývalým notářem gótského magister militum Gunthigise, a jistě tak měl přístup ke gótské ústní tradici. Jiní ale oponují, že v textu pro čerpání z gótské tradice nic nesvědčí, naopak se zdá, že se Jordanes drží výhradně antických autorů. 
Také Cassiodorus, o nějž se Jordanes možná opíral, byl poradcem a tajemníkem gótských králů, zejména ostrogótského krále Theodoricha, jenž ho měl o sepsání díla požádat. Posledním králem, kterému Cassiodorus radil, byl Witiges. Mohl mít tedy k dispozici řadu důvěryhodných zdrojů. Cassiodorus sám prohlašoval, že to byly zejména „lidové písně“ — carmina prisca.

## Vydání
Rukopis textu znovuobjevil ve Vídni roku 1442 italský humanista a budoucí papež Enea Silvio Piccolomini. První tištěné vydání zajistil roku 1515 Konrád Peutinger.
Klasické je vydání Theodora Mommsena z 19. století (v Monumenta Germaniae Historica). Nejlépe dochovaný rukopis (tzv. Heidelberský rukopis), pravděpodobně z 8. století, byl ale zničen při požáru v Mommsenově domě 7. července 1880. Existuje i několik dalších rukopisů, z 8.-10. století. 